# Alloteratura stebaevi
Alloteratura stebaevi är en insektsart som beskrevs av Andrej Vasiljevitj Gorochov 1993. Alloteratura stebaevi ingår i släktet Alloteratura och familjen vårtbitare. Inga underarter finns listade i Catalogue of Life.